# Serie Final de la Liga Nacional de Baloncesto 2015
La Serie Final de la Liga Nacional de Baloncesto 2015 fue la serie definitiva para la Liga Nacional de Baloncesto 2015. Los campeones del Circuito Norte, los Metros de Santiago derrotaron a los campeones del Circuito Sureste, los Cañeros del Este en 7 partidos, logrando su segundo campeonato consecutivo y cuarto campeonato de la historia.
La serie se disputó del 19 de julio al 2 de agosto de 2015 y fue disputada con el formato de ida y vuelta en cada uno de los partidos (los Metros el equipo con mejor récord absoluto disputó en casa los partidos: 1-3-5-7, mientras que los Cañeros jugaron en casa los partidos: 2-4-6).

## Trayectoria hasta la Serie Final
Estos son los resultados de ambos equipos desde el comienzo de la temporada:
| Circuito | Equipo             | Serie regular           | Serie Final de Circuito                           |
| -------- | ------------------ | ----------------------- | ------------------------------------------------- |
| Norte    | Metros de Santiago | 14-6 (1.º del circuito) | Derrotaron a los Huracanes del Atlántico, 3-1     |
| Sureste  | Cañeros del Este   | 13-7 (1.º del circuito) | Derrotaron a los Soles de Santo Domingo Este, 3-2 |

## Enfrentamientos en serie regular
La serie particular entre estos equipos quedó empata 1-1, ambos equipos ganaron el partido como visitante.
| 8 de junio de 2015 | Cañeros del Este                                           | 75–93                | Metros de Santiago                                          | La Romana                                 |  |
|                    | Parciales: 20 - 17, 20 - 30, 20 - 25, 15 - 21              |                      |                                                             |                                           |  |
|                    | Estadísticas Kelvin Peña 24 Kelly Beidler 10 Kelvin Peña 6 | Reporte Pts Reb Asts | Estadísticas 20 Ricardo Soliver 12 Willie Reed 9 Víctor Liz | Pabellón: Polideportivo Eleoncio Mercedes |  |

| 20 de junio de 2015 | Metros de Santiago                                        | 93–97                | Cañeros del Este                                                   | Santiago                       |  |
|                     | Parciales: 25 - 17, 20 - 33, 20 - 26, 28 - 21             |                      |                                                                    |                                |  |
|                     | Estadísticas Robert Glenn 29 Robert Glenn 10 Víctor Liz 6 | Reporte Pts Reb Asts | Estadísticas 29 Reyshawn Terry 10 Bobby Pandy 4 B. Pandy y K. Peña | Pabellón: Gran Arena del Cibao |  |

## Serie Final
Todos los horarios corresponden al huso horario de la República Dominicana, UTC-4.

### Partido 1
| 19 de julio de 2015 | Metros de Santiago                                         | 86–69                                         | Cañeros del Este                                                           | Santiago                       |  |  |
| 5:00 p. m.          | Parciales: 15 - 22, 23 - 11, 18 - 15, 30 - 21              | Parciales: 15 - 22, 23 - 11, 18 - 15, 30 - 21 | Parciales: 15 - 22, 23 - 11, 18 - 15, 30 - 21                              |                                |  |  |
|                     | Estadísticas Robert Glenn 24 Eloy Vargas 11 Robert Glenn 6 | Reporte Pts Reb Asts                          | Estadísticas 13 Sam Young y Ryan Scott 7 Reyshawn Terry 1 cuatro jugadores | Pabellón: Gran Arena del Cibao |  |  |
| Metros lideran 1-0  |                                                            |                                               |                                                                            |                                |  |  |
|                     |                                                            |                                               |                                                                            |                                |  |  |

### Partido 2
| 22 de julio de 2015 | Cañeros del Este                                              | 104–101                                                       | Metros de Santiago                                                              | La Romana                                 |  |  |
| 8:00 p. m.          | Parciales: 26 - 18, 26 - 24, 17 - 23, 19 - 23 (T.E.: 16 - 13) | Parciales: 26 - 18, 26 - 24, 17 - 23, 19 - 23 (T.E.: 16 - 13) | Parciales: 26 - 18, 26 - 24, 17 - 23, 19 - 23 (T.E.: 16 - 13)                   |                                           |  |  |
|                     | Estadísticas Reyshawn Terry 28 Kelly Beidler 9 Kelvin Peña 7  | Reporte Pts Reb Asts                                          | Estadísticas 17 Maurice Carter 11 Jeleel Akindele 4 Víctor Liz y Maurice Carter | Pabellón: Polideportivo Eleoncio Mercedes |  |  |
| Serie empatada 1-1  |                                                               |                                                               |                                                                                 |                                           |  |  |
|                     |                                                               |                                                               |                                                                                 |                                           |  |  |

### Partido 3
| 24 de julio de 2015 | Metros de Santiago                                        | 107–101                                       | Cañeros del Este                                        | Santiago                       |  |  |
| 8:00 p. m.          | Parciales: 28 - 28, 27 - 26, 23 - 20, 29 - 27             | Parciales: 28 - 28, 27 - 26, 23 - 20, 29 - 27 | Parciales: 28 - 28, 27 - 26, 23 - 20, 29 - 27           |                                |  |  |
|                     | Estadísticas Víctor Liz 28 Robert Glenn 13 Robert Glenn 4 | Reporte Pts Reb Asts                          | Estadísticas 32 Sam Young 7 Kelly Beidler 4 Kelvin Peña | Pabellón: Gran Arena del Cibao |  |  |
| Metros lideran 2-1  |                                                           |                                               |                                                         |                                |  |  |
|                     |                                                           |                                               |                                                         |                                |  |  |

### Partido 4
| 26 de julio de 2015 | Cañeros del Este                                              | 99–93                                         | Metros de Santiago                                                       | La Romana                                 |  |  |
| 5:00 p. m.          | Parciales: 28 - 23, 21 - 19, 19 - 22, 31 - 29                 | Parciales: 28 - 23, 21 - 19, 19 - 22, 31 - 29 | Parciales: 28 - 23, 21 - 19, 19 - 22, 31 - 29                            |                                           |  |  |
|                     | Estadísticas Reyshawn Terry 34 Reyshawn Terry 8 Kelvin Peña 7 | Reporte Pts Reb Asts                          | Estadísticas 24 Víctor Liz 8 Robert Glenn y Jeleel Akindele 8 Víctor Liz | Pabellón: Polideportivo Eleoncio Mercedes |  |  |
| Serie empatada 2-2  |                                                               |                                               |                                                                          |                                           |  |  |
|                     |                                                               |                                               |                                                                          |                                           |  |  |

### Partido 5
| 29 de julio de 2015 | Metros de Santiago                                                | 99–92                                         | Cañeros del Este                                                        | Santiago                       |  |  |
| 8:00 p. m.          | Parciales: 26 - 19, 23 - 19, 27 - 27, 23 - 27                     | Parciales: 26 - 19, 23 - 19, 27 - 27, 23 - 27 | Parciales: 26 - 19, 23 - 19, 27 - 27, 23 - 27                           |                                |  |  |
|                     | Estadísticas Robert Glenn 21 Peter John Ramos 14 Maurice Carter 5 | Reporte Pts Reb Asts                          | Estadísticas 21 Sam Young 6 Reyshawn Terry y Sam Young 4 Reyshawn Terry | Pabellón: Gran Arena del Cibao |  |  |
| Metros lideran 3-2  |                                                                   |                                               |                                                                         |                                |  |  |
|                     |                                                                   |                                               |                                                                         |                                |  |  |

### Partido 6
| 31 de julio de 2015 | Cañeros del Este                                               | 111–104                                       | Metros de Santiago                                      | La Romana                                 |  |  |
| 8:00 p. m.          | Parciales: 27 - 32, 36 - 21, 22 - 27, 26 - 24                  | Parciales: 27 - 32, 36 - 21, 22 - 27, 26 - 24 | Parciales: 27 - 32, 36 - 21, 22 - 27, 26 - 24           |                                           |  |  |
|                     | Estadísticas Reyshawn Terry 45 Kelly Beidler 10 Kelvin Peña 15 | Reporte Pts Reb Asts                          | Estadísticas 21 Víctor Liz 10 Robert Glenn 7 Víctor Liz | Pabellón: Polideportivo Eleoncio Mercedes |  |  |
| Serie empatada 3-3  |                                                                |                                               |                                                         |                                           |  |  |
|                     |                                                                |                                               |                                                         |                                           |  |  |

### Partido 7
| 2 de agosto de 2015       | Metros de Santiago                                            | 101–91                                        | Cañeros del Este                                    | Santiago                       |  |  |
| 5:00 p. m.                | Parciales: 31 - 23, 16 - 16, 30 - 26, 24 - 26                 | Parciales: 31 - 23, 16 - 16, 30 - 26, 24 - 26 | Parciales: 31 - 23, 16 - 16, 30 - 26, 24 - 26       |                                |  |  |
|                           | Estadísticas Víctor Liz 26 Peter John Ramos 13 Robert Glenn 6 | Reporte Pts Reb Asts                          | Estadísticas 29 Sam Young 9 Sam Young 3 Kelvin Peña | Pabellón: Gran Arena del Cibao |  |  |
| Metros ganan la serie 4-3 |                                                               |                                               |                                                     |                                |  |  |
|                           |                                                               |                                               |                                                     |                                |  |  |

## Rosters

### Metros de Santiago
| Metros de Santiago         | Metros de Santiago | Metros de Santiago   | Metros de Santiago |
| #                          | Nombre             | Nacionalidad         | Posición           |
| -------------------------- | ------------------ | -------------------- | ------------------ |
| 33                         | Jeleel Akindele    | Nigeria              | Pívot              |
| 24                         | Maurice Carter     | Estados Unidos       | Base               |
| 13                         | Amaury Filion      | República Dominicana | Ala-pívot          |
| 23                         | Robert Glenn       | Estados Unidos       | Alero              |
| 5                          | Víctor Liz         | República Dominicana | Escolta            |
| 3                          | Osvaldo López      | República Dominicana | Alero              |
| 20                         | Joel Ramírez       | República Dominicana | Base               |
| 33                         | Peter John Ramos   | Puerto Rico          | Pívot              |
| 21                         | Orlando Sánchez    | República Dominicana | Ala-pívot          |
| 16                         | Ricardo Soliver    | República Dominicana | Base               |
| 9                          | Lennin Sosa        | República Dominicana | Alero              |
| 7                          | Ronald Tineo       | República Dominicana | Ala-pívot          |
| 30                         | Eloy Vargas        | República Dominicana | Pívot              |
| Dirigente: Carlos González |                    |                      |                    |

### Cañeros del Este
| Cañeros del Este             | Cañeros del Este   | Cañeros del Este     | Cañeros del Este |
| #                            | Nombre             | Nacionalidad         | Posición         |
| ---------------------------- | ------------------ | -------------------- | ---------------- |
| 8                            | Josh Asselin       | Estados Unidos       | Pívot            |
| 6                            | Kelly Beidler      | Estados Unidos       | Ala-pívot        |
| 22                           | Sandro Encarnación | República Dominicana | Pívot            |
| 17                           | John García        | República Dominicana | Pívot            |
| 11                           | Bobby Pandy        | Estados Unidos       | Alero            |
| 9                            | Kelvin Peña        | República Dominicana | Base             |
| 14                           | Ryan Scott         | Estados Unidos       | Escolta          |
| 5                            | Elías Solimán      | República Dominicana | Base             |
| 19                           | Reyshawn Terry     | Estados Unidos       | Ala-pívot        |
| 10                           | Yomar Thomas       | República Dominicana | Base             |
| 13                           | Joan Vallejo       | República Dominicana | Escolta          |
| 7                            | Andy Williams      | República Dominicana | Alero            |
| 12                           | Sam Young          | Estados Unidos       | Alero            |
| Dirigente: Derek Baker López |                    |                      |                  |

## Estadísticas

### Metros de Santiago
| Jugador          | PJ | PT | MPP  | TC%  | 3P%  | TL%   | RPP  | APP | ROB | TPP | PPP  |
| ---------------- | -- | -- | ---- | ---- | ---- | ----- | ---- | --- | --- | --- | ---- |
| Jeleel Akindele  | 4  | 4  | 17.8 | 44.4 | 0.0  | 76.5  | 9.5  | 1.0 | 0.0 | 0.3 | 4.8  |
| Maurice Carter   | 7  | 7  | 26.7 | 40.6 | 34.5 | 83.3  | 1.3  | 2.7 | 0.7 | 0.0 | 11.1 |
| Amaury Filion    | 7  | 0  | 4.9  | 38.1 | 40.0 | 100.0 | 1.3  | 0.1 | 0.0 | 0.1 | 3.1  |
| Robert Glenn     | 7  | 7  | 29.9 | 67.9 | 0.0  | 55.2  | 7.7  | 4.1 | 1.3 | 0.6 | 18.0 |
| Víctor Liz       | 7  | 7  | 31.9 | 50.5 | 36.5 | 72.5  | 2.9  | 4.3 | 2.4 | 0.0 | 21.4 |
| Osvaldo López    | 7  | 0  | 1.7  | 30.0 | 37.5 | 0.0   | 0.0  | 0.1 | 0.0 | 0.0 | 1.3  |
| Joel Ramírez     | 7  | 0  | 20.4 | 55.6 | 16.7 | 80.0  | 1.7  | 3.0 | 0.4 | 0.0 | 5.0  |
| Peter John Ramos | 3  | 3  | 27.3 | 64.3 | 0.0  | 72.7  | 10.7 | 0.3 | 0.0 | 3.0 | 20.7 |
| Orlando Sánchez  | 7  | 7  | 26.6 | 50.8 | 41.2 | 85.7  | 3.7  | 1.9 | 1.4 | 1.3 | 10.7 |
| Ricardo Soliver  | 6  | 0  | 20.7 | 47.4 | 46.7 | 75.0  | 1.8  | 1.0 | 1.2 | 0.0 | 5.3  |
| Lennin Sosa      | 1  | 0  | 1.0  | 0.0  | 0.0  | 0.0   | 0.0  | 0.0 | 0.0 | 0.0 | 0.0  |
| Ronald Tineo     | 1  | 0  | 1.0  | 0.0  | 0.0  | 0.0   | 0.0  | 0.0 | 0.0 | 0.0 | 0.0  |
| Eloy Vargas      | 7  | 0  | 17.4 | 53.3 | 0.0  | 42.9  | 4.9  | 0.6 | 0.9 | 1.7 | 10.0 |

### Cañeros del Este
| Jugador            | PJ | PT | MPP  | TC%  | 3P%  | TL%   | RPP | APP | ROB | TPP | PPP  |
| ------------------ | -- | -- | ---- | ---- | ---- | ----- | --- | --- | --- | --- | ---- |
| Josh Asselin       | 7  | 0  | 17.7 | 30.3 | 30.4 | 100.0 | 1.9 | 1.0 | 0.7 | 0.6 | 4.3  |
| Kelly Beidler      | 7  | 0  | 20.9 | 65.0 | 33.3 | 41.7  | 5.7 | 1.3 | 0.7 | 0.9 | 9.1  |
| Sandro Encarnación | 2  | 0  | 4.5  | 50.0 | 0.0  | 0.0   | 2.0 | 0.0 | 0.0 | 0.0 | 2.0  |
| John García        | 7  | 7  | 15.6 | 53.3 | 0.0  | 30.8  | 3.7 | 0.4 | 0.3 | 0.9 | 5.1  |
| Bobby Pandy        | 5  | 2  | 9.0  | 36.4 | 0.0  | 0.0   | 1.6 | 0.2 | 0.6 | 0.0 | 1.6  |
| Kelvin Peña        | 7  | 7  | 33.1 | 46.6 | 40.0 | 80.0  | 3.6 | 5.7 | 1.0 | 0.0 | 13.4 |
| Ryan Scott         | 7  | 6  | 27.9 | 44.2 | 40.9 | 66.7  | 2.1 | 1.3 | 1.0 | 0.3 | 12.7 |
| Elías Solimán      | 6  | 0  | 9.8  | 32.0 | 12.5 | 100.0 | 1.3 | 1.3 | 0.2 | 0.0 | 3.0  |
| Reyshawn Terry     | 7  | 7  | 33.0 | 55.2 | 40.9 | 92.9  | 6.6 | 2.0 | 1.4 | 1.4 | 24.9 |
| Joan Vallejo       | 1  | 0  | 2.0  | 0.0  | 0.0  | 0.0   | 0.0 | 0.0 | 0.0 | 0.0 | 0.0  |
| Andy Williams      | 6  | 0  | 4.8  | 28.6 | 20.0 | 85.7  | 0.8 | 0.0 | 0.3 | 0.0 | 1.8  |
| Sam Young          | 6  | 6  | 34.7 | 49.0 | 43.6 | 70.6  | 6.0 | 1.5 | 1.8 | 0.3 | 23.2 |